# إنوخاليس
بلدية إنوخاليس (بالإسبانية: Hinojales) هي بلدية تقع في مقاطعة ولبة التابعة لمنطقة أندلوسيا جنوب إسبانيا.

## الديموغرافيا
بلغ عدد سكان بلدية إنوخاليس 358 نسمة عام 2011 (وفقاً للمعهد الوطني الإسباني للإحصاء).
| 441 | 436 | 402 | 381 | 353 | 326 | 358 |